# 干净杜鹃
干净杜鹃（学名：Rhododendron detersile）为杜鹃花科杜鹃花属下的一个种。

## 扩展阅读
維基物種上的相關：干净杜鹃